# Konstantin Cretius

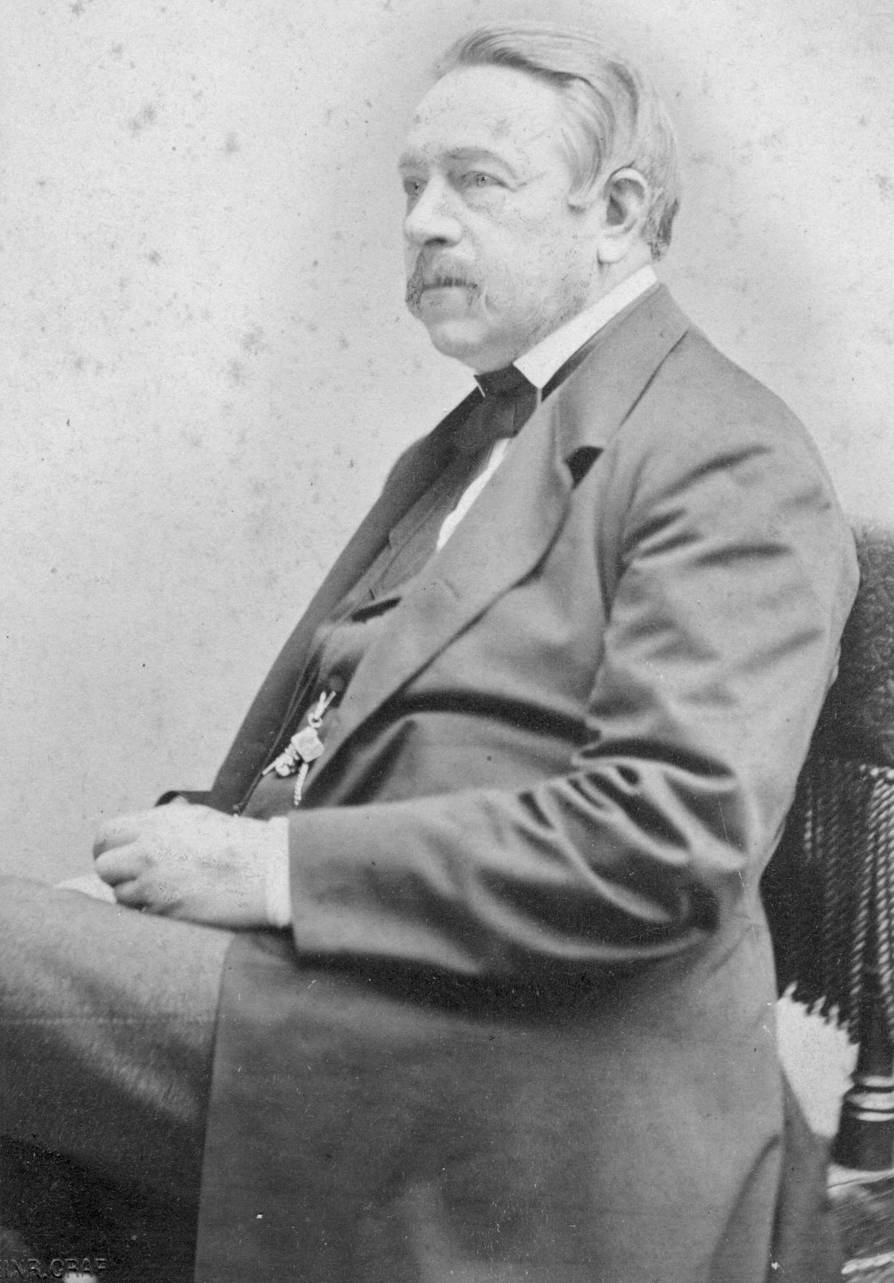
Konstantin Cretius

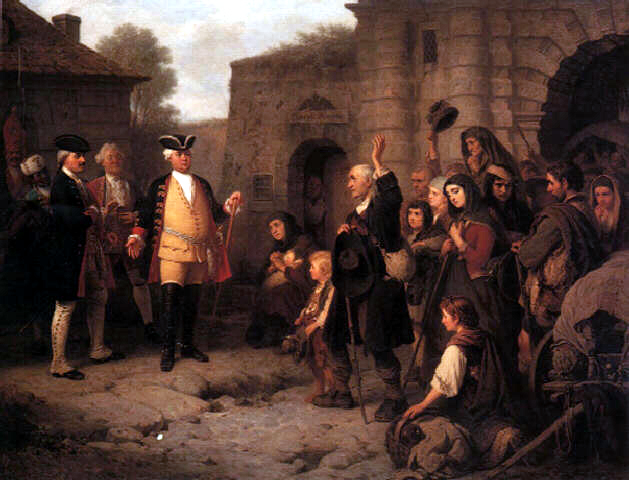
Empfang der Salzburger Protestanten durch Friedrich Wilhelm I. in Berlin am Leipziger Tor

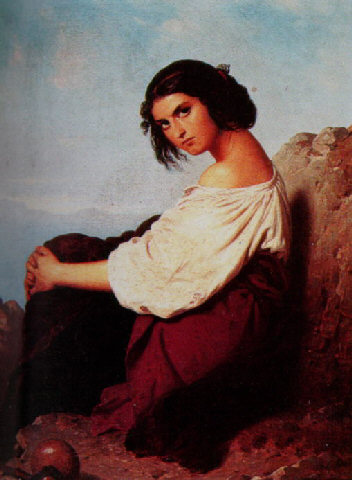
Junge Bäuerin auf einem Felsen sitzend

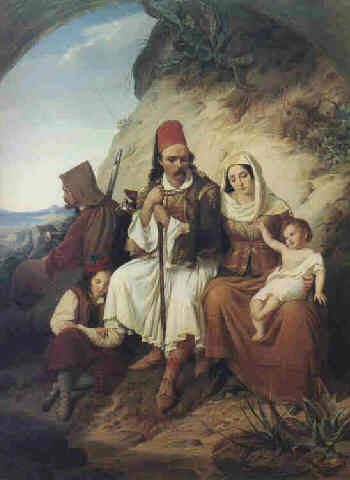
Griechische Familie auf der Rast

Konstantin Johann Franz Cretius (* 6. Januar 1814 in Brieg in Schlesien; † 26. Juli 1901 in Berlin) war ein Genre-, Historien- und Porträtmaler sowie Professor und ordentliches Mitglied der Berliner Akademie.

## Leben und Werk
Cretius, ein Sohn des Rechnungsrats Gotthelf Fürchtegott Traugott Cretius, wurde als Knabe von schwerer Krankheit heimgesucht, konnte sich aber mit Kolorieren von Bildern beschäftigen, wodurch die Neigung zur Kunst in ihm erwachte. 1833 gelang es ihm, auf die Akademie in Berlin zu kommen und sich unter Karl Wilhelm Wach so auszubilden, dass er schon 1836 zwei sehr gerühmte Bilder – Der Ritter und sein Liebchen und Richard Löwenherz – ausstellen konnte. 1838 erhielt Certius den Großen Staatspreis der Preußischen Akademie der Künste mit Antritt seiner Studienreise im September desselben Jahres mit dreijährigem Aufenthalt in Südeuropa. Nach einigen Bildern romantischen Inhalts erlangte er mit Jakobs Trauer um Joseph ein Reisestipendium und ging über Brüssel und Paris nach Italien, das er bis Palermo durchwanderte. In Rom entstanden innerhalb des Jahres 1842 mehrere treffliche Genrebilder aus dem dortigen Volksleben:
- Ave Maria
- Winzerfest auf Ischia
- Italienische Bettler
- Öffentlicher Schreiber
- Ein Winkeladvokat
- Ein Doktor in Rom

Nach Berlin zurückgekehrt, malte er die Auferstehung Christi, ein Altarbild für Freistadt in Schlesien, und die historischen Genrebilder:
- Kronprinz Friedrich Wilhelm im Haag (1860),
- die Salzburqer Protestanten in Berlin unter Friedrich Wilhelm I. am 30. April 1732
- Ludwig XIV. mit Mazarins Nichte Maria Mancini beim Schachspiel.

1846 sandte ihn König Friedrich Wilhelm IV. nach Konstantinopel, um den Sultan Abd ul Medschid zu porträtieren, der ihn dafür mit dem Nischan Iftikhar Orden belohnte. Auch später fuhr er bis in die neueste Zeit teils mit italienischen, teils mit historischen Genrebildern fort, die von edler, einfacher Komposition, tiefem Gefühl und harmonischem Kolorit sind. Dahin gehören:
- die Umsetzung der bekannten Anekdote von Ludwig XIV.: »L' état, c’est moi!«,
- Gefangene Kavaliere vor Oliver Cromwell (1867, Alte Nationalgalerie in Berlin),
- Abend während des Karnevals in Rom,
- Madonnenfest im römischen Gebirge,
- Auf der Hochzeitsreise in Italien,
- Vergnügungsreisende in der Schweiz u. a.

Auch die Aufgabe, das Sonnenburger Schloss des Johanniterordens mit drei Bildern aus der Geschichte dieses Ordens zu schmücken, löste er in befriedigender Weise.

## Familie
Er heiratete am 25. Mai 1848 in Berlin Johanna Crüsemann (1826–1878). Aus der Ehe ging der spätere preußische Generalleutnant Richard von Cretius (1849–1925) hervor, der am 13. April 1874 Marie Crüsemann (1854–1915) ehelichte und am 2. September 1901 in den erblichen preußischen Adelsstand erhoben wurde.